# تروي هانت
تروي آدم هانت (بالإنجليزية: Troy Adam Hunt)‏ هو مستشار أسترالي لأمن الانترنت معروف بالتثقيف العام والتواصل بشأن مواضيع الأمان. لقد صنع موقع هل تم امتلاكي؟ ، وهو موقع ويب للبحث عن خرق البيانات يسمح للمستخدمين بمعرفة ما إذا تم اختراق معلوماتهم الشخصية. كما قام بتأليف العديد من الدورات التدريبية الشائعة المتعلقة بالأمن في شبكة Pluralsight ، ويقدم بانتظام الكلمات الأساسية وورش العمل حول الموضوعات الأمنية.  قام بإنشاء ASafaWeb ، وهي أداة كانت تقوم سابقًا بتحليل أمان آلي على مواقع تم تطويرها من خلال ASP. NET . 

## الجوائز والإنجازات
- 2011 إلى الوقت الحاضر : Microsoft MVP محترف مايكروسوفت الأكثر قيمة لأمان المطور. [6]
- 2016 إلى الوقت الحاضر : مدير مايكروسوفت الإقليمي. [7]
- 2018 : جائزة AusCERT للتميز الفردي في أمن المعلومات. [8]
- 2018 : الجائزة الكبرى لأفضل مدونة أمان شاملة ، جائزة European Security Blogger Award. [9]

## روابط خارجية
- الموقع الرسمي